# Конкистадор

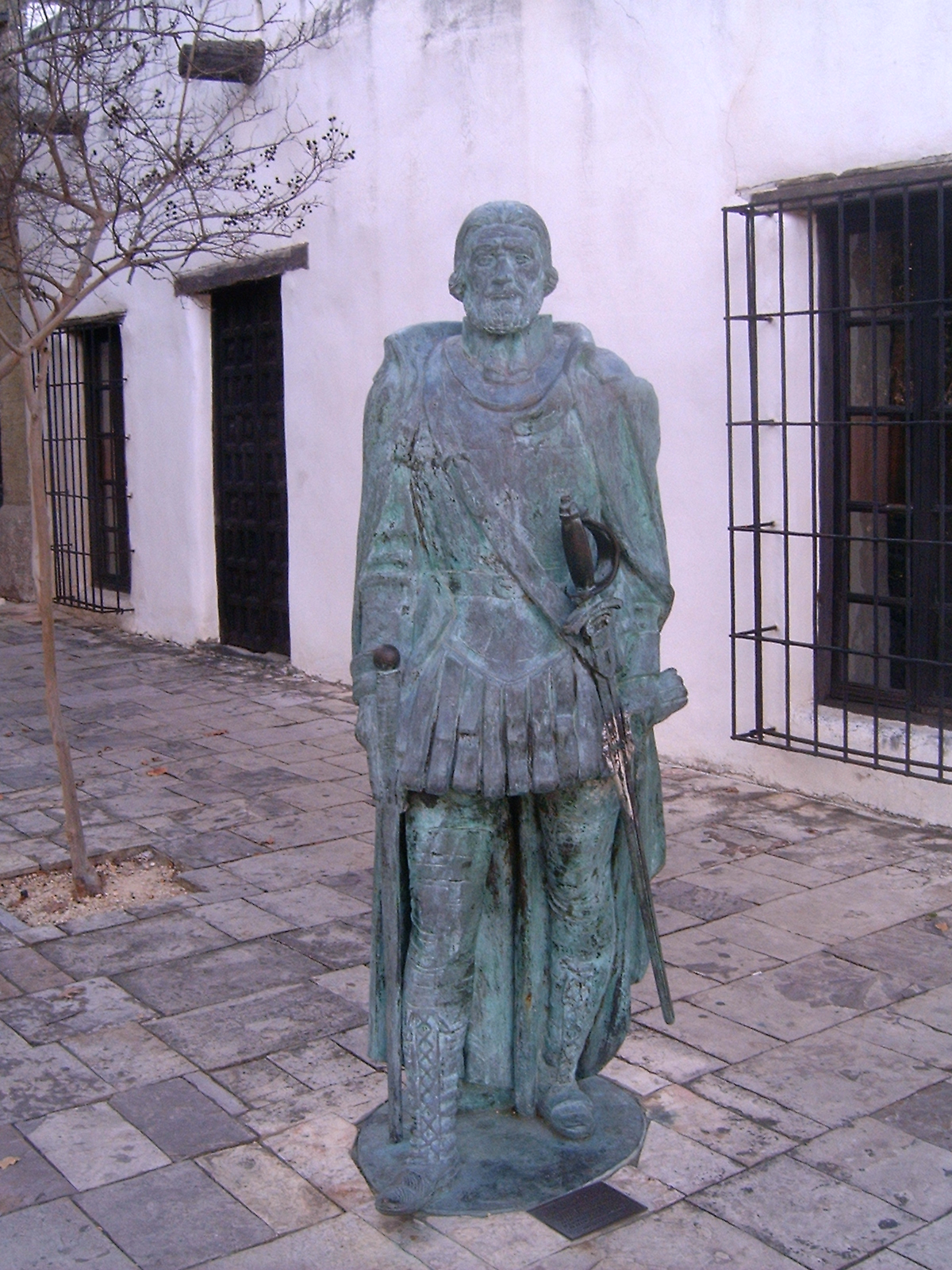
Памятник конкистадору в Сан-Антонио, Техас, США.

Конкистадо́р (исп. conquistador — завоеватель) — в период конца XV — XVI веков испанский или португальский завоеватель территорий Нового Света в эпоху колонизации Америки, участник конкисты — завоевания Америки. Лидеры конкистадоров-первопроходцев именовались аделантадо. 

## Исторический обзор

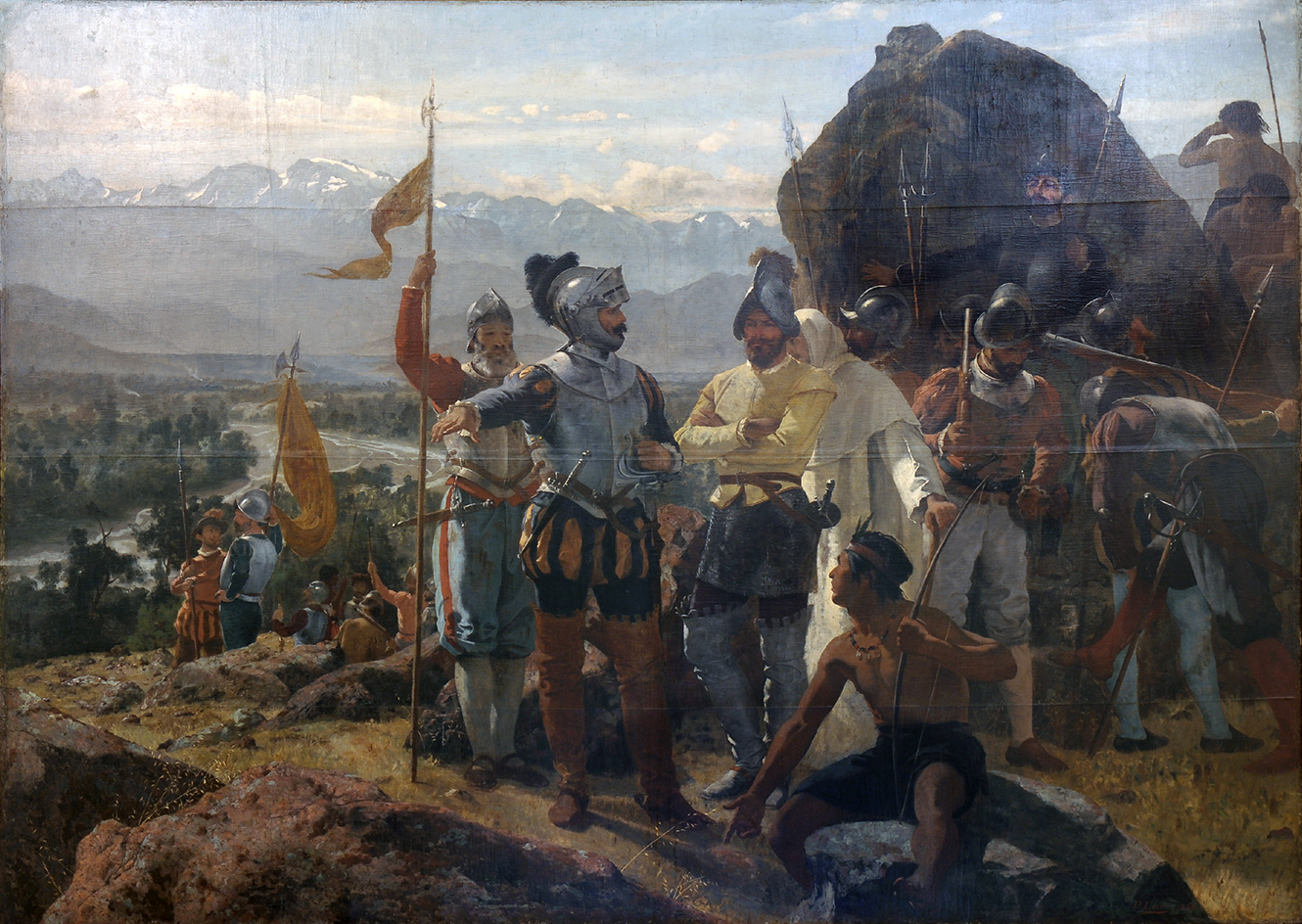
Педро Лира. «Основание Сантьяго Педро де Вальдивией в 1541 г.». 1888 г.

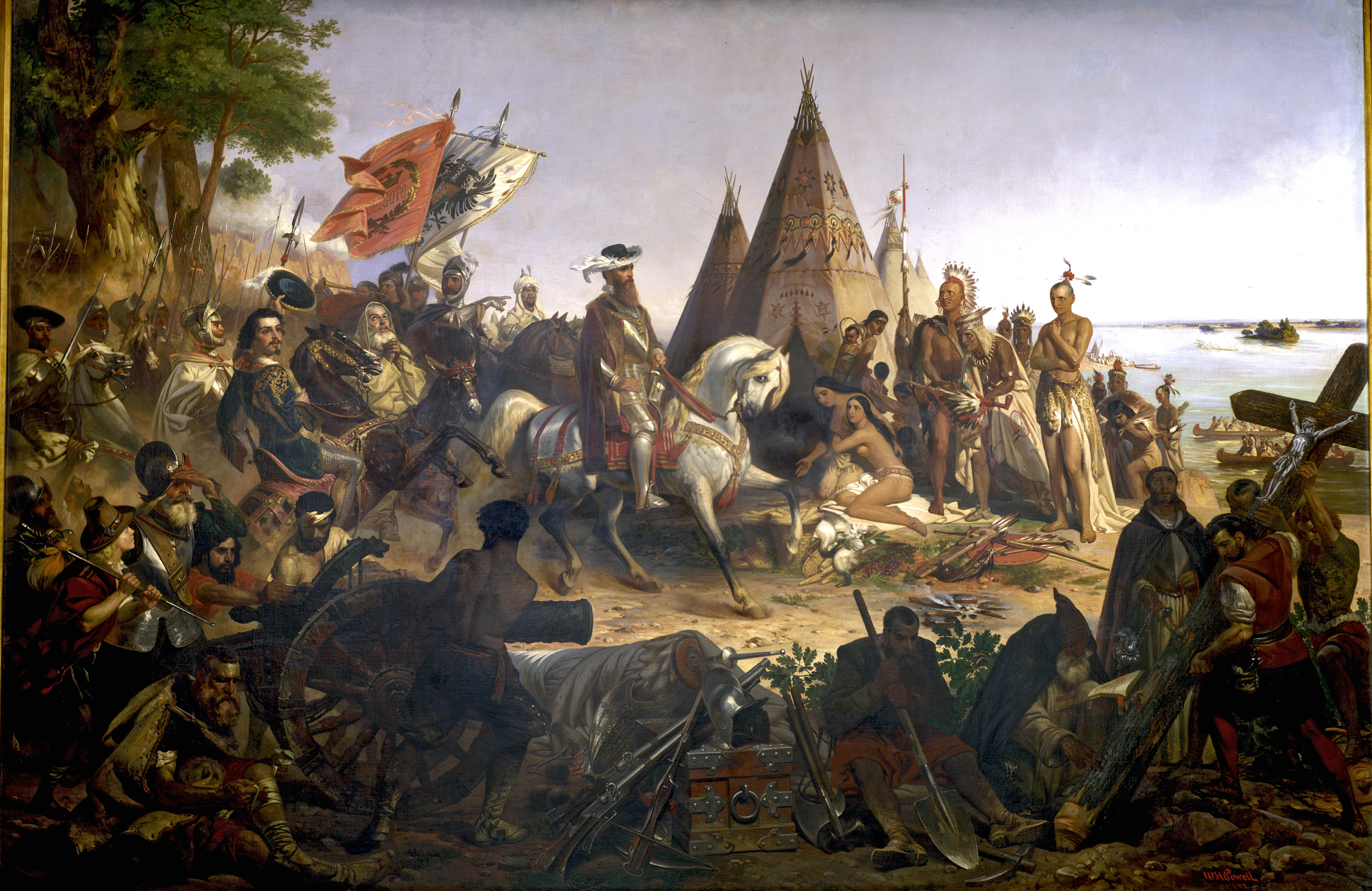
Уильям Генри Пауэлл. «Открытие реки Миссисипи конкистадором Эрнандо де Сото в 1541 г.». 1853 г.

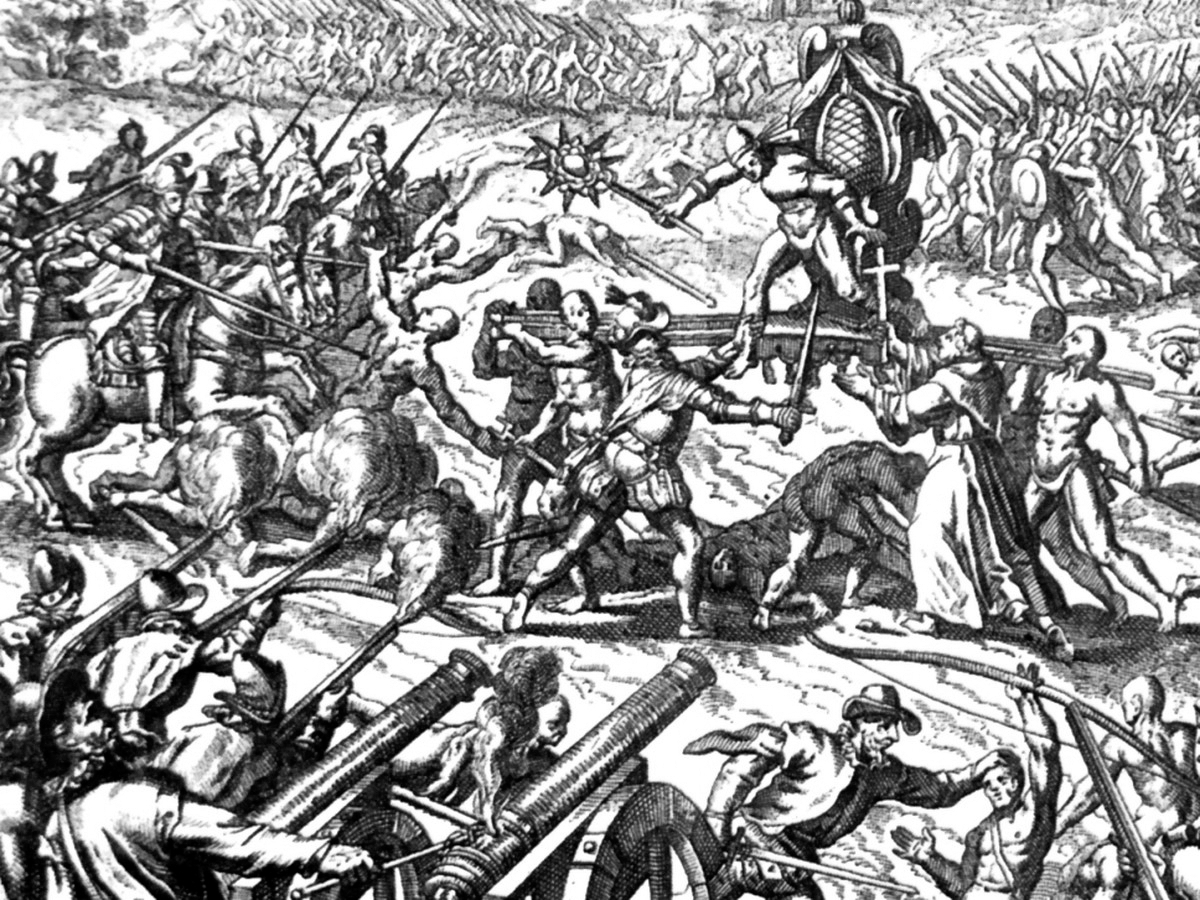
Сражение конкистадоров с инками. Гравюра XVII в.

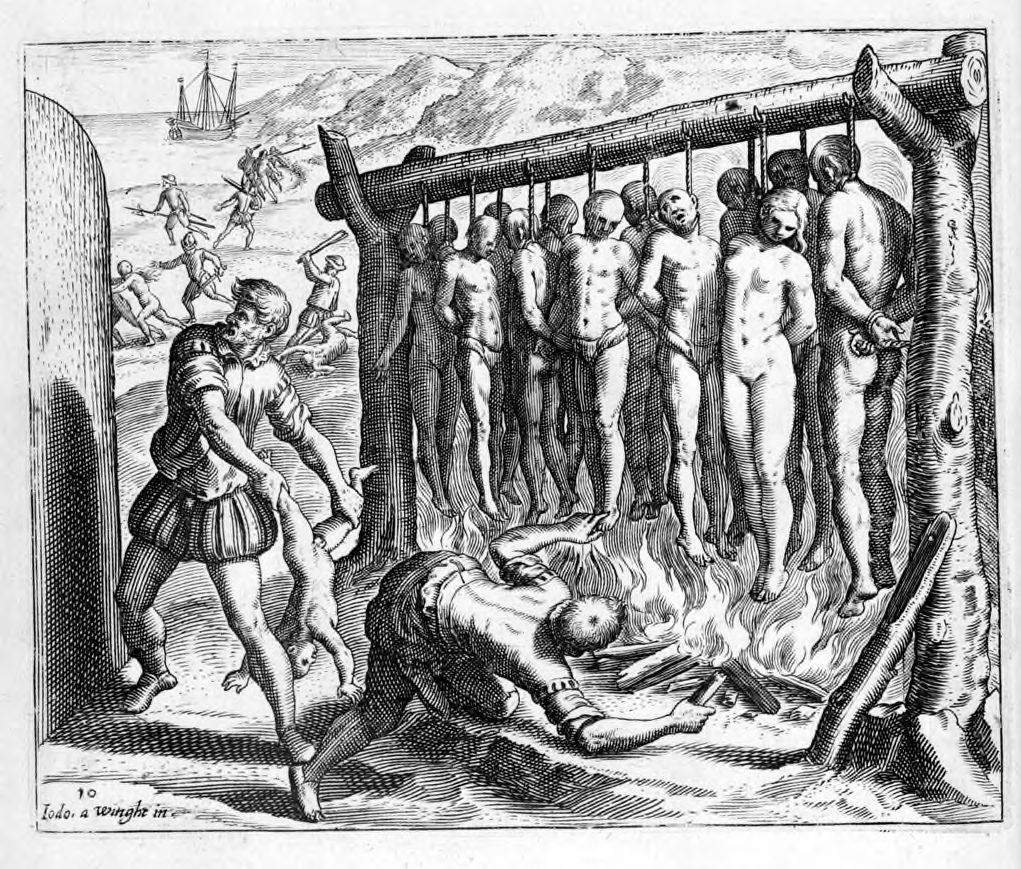
Гравюра из издания «Кратчайшего сообщения о разрушении Индий». Бартоломе Де Ла Касаса. 1552 г. На иллюстрации конкистадоры устраивают массовую резню, вешая и сжигая взрослое население, убивая младенцев, раскраивая их головы о стены домов.

Гравюра из издания «Кратчайшего сообщения о разрушении Индий». Бартоломе Де Ла Касаса. 1552 г.

Как правило, конкистадорами являлись обедневшие испанские рыцари (то есть идальго и кабальеро). Основными факторами, послужившими их появлению, современная историческая наука называет следующие: окончание Реконкисты, политические и экономические устремления испанской короны (в поздний период Конкисты), объединение дворянства и, главное, открытие новых земель, требовавших освоения.
Немаловажную роль сыграло и то, что вдали от Европы предприимчивый испанец становился свободным как от королевской власти (например, ситуация с выплатами в пользу короны в начале XVI в.), так и от церковной. Преследование испанской инквизицией «новых христиан» вынуждало присоединяться к экспедициям в Новый Свет и потомков иудеев — марранов.
К числу наиболее известных предводителей конкистадоров относят Эрнана Кортеса (Мексика), Франсиско Эрнандеса де Кордова (побережье Юкатана), Франсиско де Монтехо (Юкатан в целом), Хуана де Грихальва (Мексика), Франсиско Писарро (Тауантинсуйу), Диего де Альмагро (Панамский перешеек, Перу и Чили), Васко Нуньеса де Бальбоа (Тихоокеанское побережье Южной Америки), Диего Веласкеса де Куэльяра (Куба), Педро де Вальдивия (Чили), Педро Альварадо (Центральная Америка), Гонсало Хименеса де Кесада (Колумбия), Эрнандо де Сото (Миссисипи), Франсиско де Орельяна (бассейн Амазонки), Лопе де Агирре (поиски Эльдорадо).
Одной из целей конкистадоров был поиск и захват новых земель и богатств в неизвестном мире. Завоевательные походы и экспедиции их включали кампании в Гватемале, Перу, Тауантинсуйу, Колумбии, Чили, Гондурасе и на побережье Тихого океана.
Финансирование велось в основном на свои собственные средства кабальерос практически без поддержки, а зачастую и вопреки желаниям испанского королевского двора. В силу этой причины, а также из-за отсутствия достаточного числа добровольцев, нехватки продовольствия и боеприпасов, военные формирования аделантадо, как правило, были немногочисленными. Так, согласно сведениям мексиканского историка-креола XVII века Фернандо де Альвы Иштлильшочитля, Эрнан Кортес отправился в 1521 году из Веракруса на завоевание столицы ацтеков Теночтитлана с отрядом в 540 пехотинцев и 40 всадников, не считая союзных индейцев-тласкальтеков, а Франсиско Писарро вступил в 1531 году в пределы империи инков, имея в своём распоряжении всего лишь 180 человек и 37 лошадей. По мнению мексиканского историка Хосе Дурана, «вполне понятно, что конкисту совершили немногие тысячи воинов, их было, может, тысяч десять», а аргентинский историк Руджьери Романо оценивает численность конкистадоров максимум в 4-5 тысяч человек.
Коренным и основным преимуществом было наличие закованной в броню рыцарской кавалерии и огнестрельного оружия, что позволяло конкистадорам проводить успешные атаки на индейские поселения, причём местное население испытывало панический страх при виде лошадей и всадников, считая последних вообще единым целым существом. Значительную помощь завоевателям оказывали местные индейские племена, ранее покорённые и угнетаемые народами-создателями империй, к примеру, именно верность тласкальтеков помогла в 1521 году Кортесу вновь отвоевать возвращённые ацтеками территории.
Если высокоразвитые индейские государства Центральной и Южной Америки относительно «легко» покорялись завоевателям, то менее «цивилизованные» в политическом, но значительно более консолидированные в этническом отношении коренные народы Америки нередко оказывали им эффективный отпор. Так, в 1528 году аделантадо Панфило де Нарваэс был разгромлен и убит индейцами Флориды, а между 1527 и 1535 годами другой конкистадор Франсиско де Монтехо дважды терпел поражение от коренных племён Юкатана, и лишь в 1546 году там смог окончательно закрепиться его сын. В 1542 году отправившийся на поиски Эльдорадо отряд Франсиско де Орельяна неоднократно вступал в столкновения с лесными племенами Амазонии, не одержав ни в одной из схваток с ними убедительной победы.
Многие конкистадоры, как рядовые солдаты, так и командиры отрядов были награждены впоследствии разного рода королевскими дарами вплоть до титулов и земель — как, например, незнатный Кортес, ставший маркизом, — и различными привилегиями в отношении податей и управления колониями. Кроме того, за новопоселенцами были признаны поместья, в которых потомки конкистадоров жили почти независимыми владетелями, формально признавая власть вице-короля или генерал-капитана.
Со времени Филиппа III (1598—1621) эта землевладельческая аристократия Америки, равно как и коренные обыватели многочисленных городов и муниципалитетов (исп. Cabildos), стала подвергаться систематическим притеснениям: во всём отдавалось преимущество выходцам из Старого Света, родившимся в Испании (исп. Chapetones). Принята была масса непопулярных законов, запрещавших колониям самостоятельно торговать, использовать для доставки корабли местной постройки, выращивать определённые растения и даже производить для собственного потребления некоторые товары. Эта система, по отношению к влиятельнейшей части креолов сопровождавшаяся насилиями со стороны властей, в первую очередь чиновничьей бюрократии, подготовила почву для брожения, которое привело в начале XIX столетия к отторжению от Испании её богатых колоний. Старинные фамилии конкистадоров выдвинули при этом много вождей, руководивших борьбой с метрополией.

## Образ конкистадоров в исторической и художественной литературе

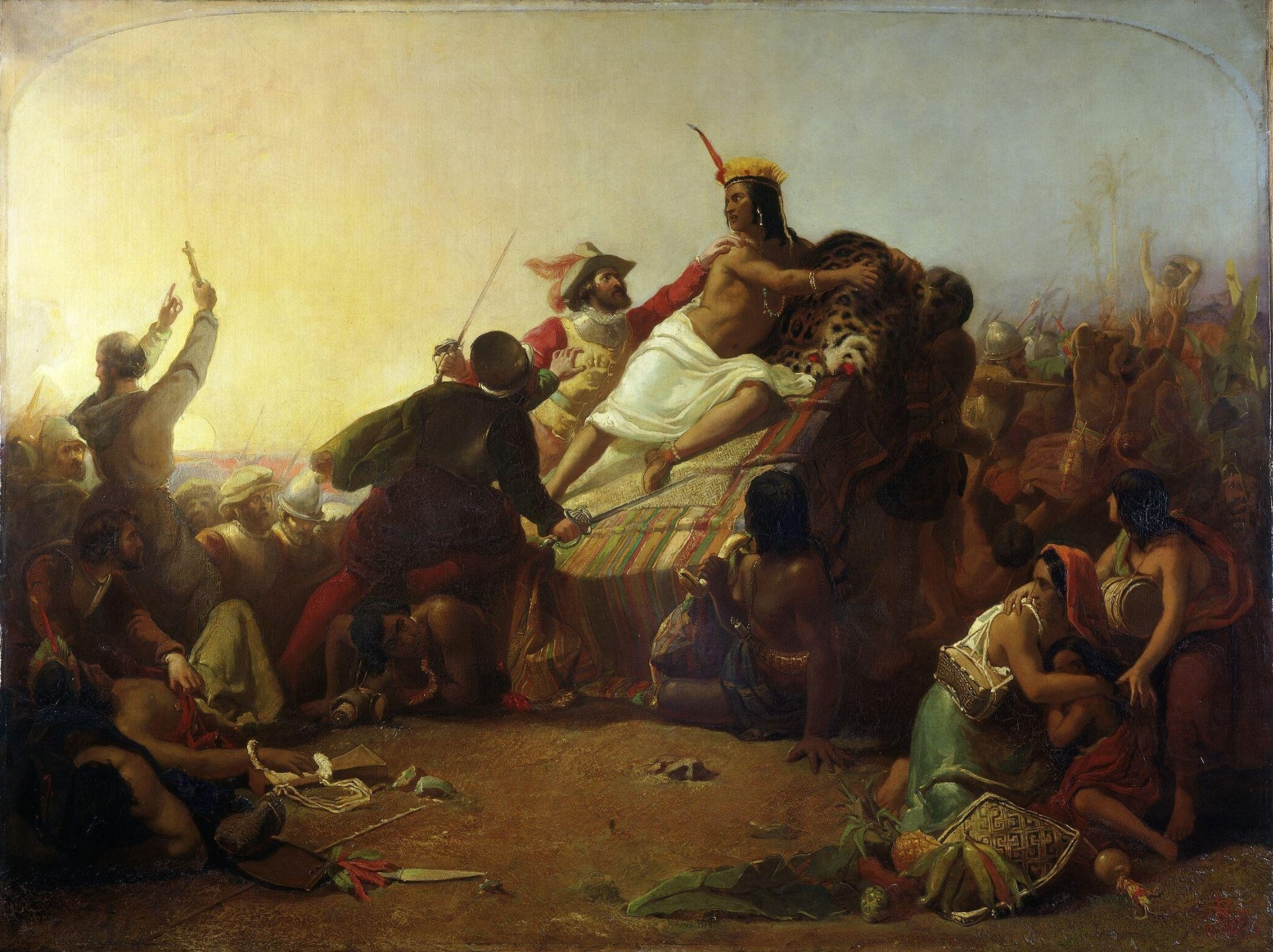
Джон Эверетт Милле. «Писарро берёт в плен Инку Атауальпу». 1845 г.

В исторической и художественной литературе за период изучения данного явления сложились две диаметрально противоположные точки зрения на конкистадоров.
Первая обеляет образ конкистадора, причём последний в данном случае изображается носителем христианского миропонимания и достаточно образованным миссионером, который просвещал «дикие» народы, знакомя их с достижениями европейской цивилизации. Одно время даже существовала позиция неприятия человеческой сущности местного населения (спор Лас Касаса с Сепульведой, первый был известен своей борьбой против зверств в отношении коренного населения Америки со стороны испанских колонистов).

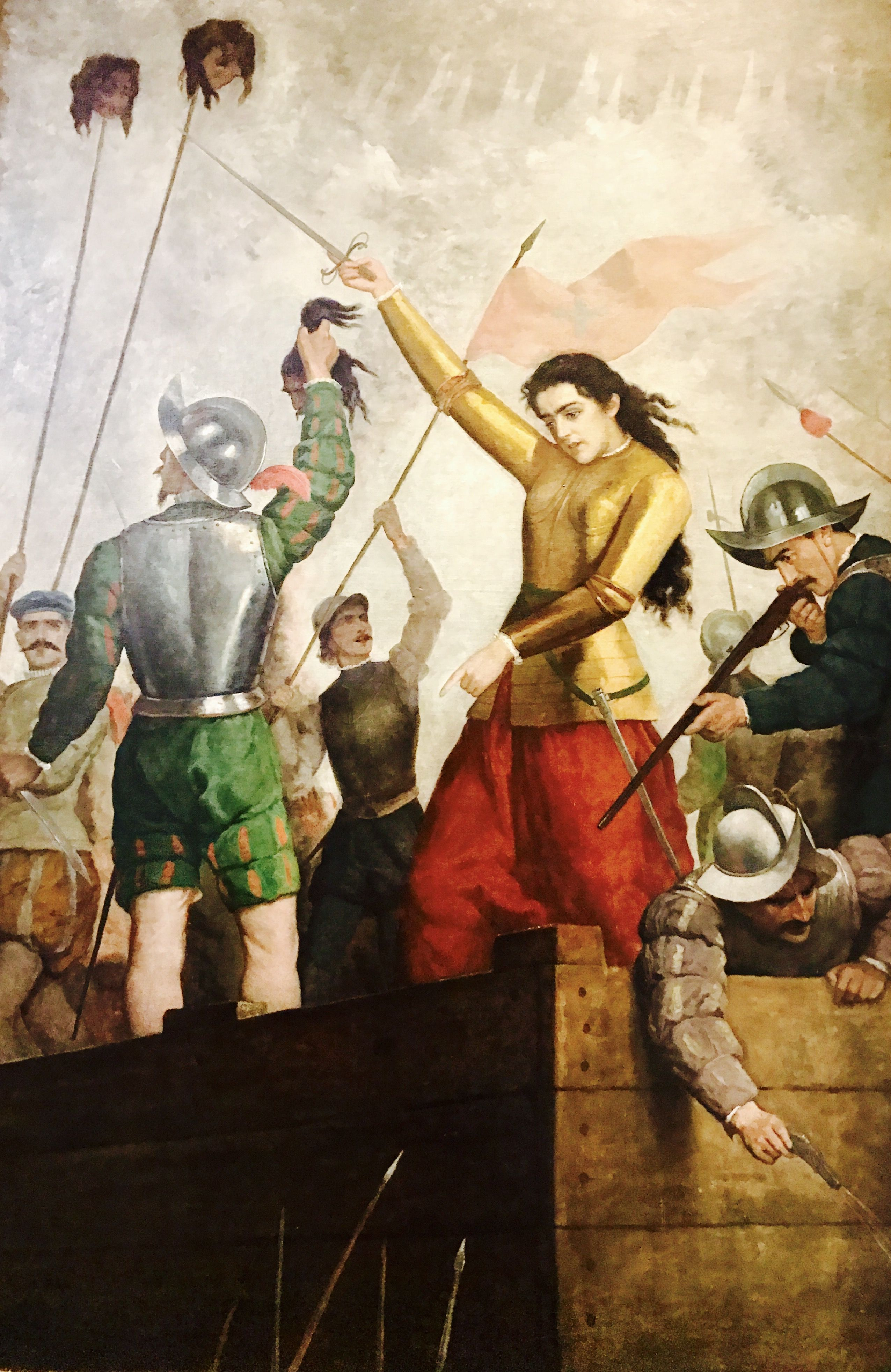
Инес де Суарес на стенах осаждённого арауканами Сантьяго. Худ. Хосе Мерседес Ортега. Национальный музей истории Чили

Вторая точка зрения, напротив, считает конкистадоров алчными «мясниками», насильниками и авантюристами, способными только на убийства и грабежи. Наиболее последовательно подобный взгляд выражен в историко-приключенческом романе известного британского писателя Г. Р. Хаггарда «Дочь Монтесумы» (1893), посвящённом завоеванию Кортесом империи ацтеков в Мексике.

Конкистадор на 5 венесуэльских боливарах, 1966

Ни та, ни другая точка зрения не отличаются объективностью, хотя существуют аргументы в пользу обеих, так как среди массы людей, бросившихся на освоение новых земель, были самые разные типы: и банальные грабители, и гуманные христиане, и безжалостные инквизиторы, и искренние альтруисты.
В приключенческом романе итальянского писателя-беллетриста Эмилио Сальгари «Человек огня» (1904) главный герой португальский конкистадор Альваро де Корреа, оказавшись со своими товарищами после кораблекрушения в 1535 году в бразильской сельве, сначала подвергается нападению местных каннибалов, но позже встречает там поселившегося 30 годами ранее в мирном племени тупинамба испанца Диаса Картего, с помощью которого устанавливает с индейцами мирный контакт.
Интересно, что первый поэтический сборник русского поэта «серебряного века» Николая Гумилёва назывался «Путь конквистадоров» (1905).
В фантастической повести американского писателя Говарда Лавкрафта «Курган» (англ. The Mound, 1930), написанной в соавторстве с Зелией Бишоп, главный герой находит в 1928 году в Оклахоме средневековую рукопись, повествующую о путешествии в 1545 году испанского конкистадора Панфило де Замакона-и-Нуньеса в подземный мир, куда он проникает через индейский курган-маунд.
В советской литературе впервые к теме конкистадоров и завоеванию ими империи инков обратился историк и писатель Я. М. Свет, опубликовавший в 1964 году в издательстве «Детская литература» историческую повесть «Последний Инка». В новейшей российской литературе обращает на себя внимание историко-приключенческий роман «Тьерра аделанте!» (М., 2003), принадлежащий перу известного историка и филолога, специалиста по латиноамериканской литературе Андрея Кофмана, автора нескольких научных и научно-популярных книг о походах конкистадоров.
Переосмысление истории испанского завоевания и значения колониальной эпохи в современной Латинской Америке пробудило новый интерес к отдельным аспектам конкисты, нашедший отражение в творчестве ряда писателей, в частности, чилийского классика Исабель Альенде, обратившейся в своём романе «Инес души моей» (исп. Inés del alma mía, 2006) к жизни «женщины-конкистадора» Инес де Суарес, сподвижницы Петро де Вальдивии. В 2020 году это произведение было экранизировано чилийскими и испанскими кинематографистами.

## В кино
- «Женщина, которую забыл Бог» (англ. The Woman God Forgot) — режиссёр Сесил Бл. Де Милль (США, 1917).
- «Капитан из Кастилии»[англ.] (англ. Captain from Castile) — режиссёр Генри Кинг (США, 1947).
- «Остров ураганов» (англ. Hurricane Island) — режиссёр Лью Лэндерс (США, 1951).
- «Принцесса Канарская» (итал. La principessa delle Canarie) — режиссёр Паоло Моффа[англ.] (Италия, Испания, 1954).
- «Конкистадоры Тихого океана» (исп. Los conquistadores del Pacífico) — режиссёр Хосе Мария Элорриета (Испания, 1963).
- «Королевская охота за солнцем» (англ. The Royal Hunt of the Sun) — режиссёр Ирвинг Лернер (США, Великобритания, 1969).
- «Арауканы» (исп. La araucana) — режиссёр Хулио Коль (Чили, Перу, Испания, 1971).
- «Агирре, гнев божий» (нем. Aguirre, der Zorn Gottes) — режиссёр Вернер Херцог (ФРГ, 1972).
- «Эльдорадо» (исп. El Dorado) — режиссёр Карлос Саура (Испания, 1988).
- «Кабеса де Вака» (исп. Cabeza de Vaca) — режиссёр Николас Эчеваррия[англ.] (США, Мексика, Испания, 1991).
- «Другие завоевания» (исп. La otra conquista) — режиссёр Сальвадор Карраско[англ.] (Мексика, 1998).
- «Сердце океана» (исп. El corazón del océano) — телесериал, режиссёры Пабло Баррера, Гильермо Фернандес Гройсард (Испания, 2011).
- «Красный цвет Бразилии» (фр. Rouge Brésil) — режиссёр Сильвен Аршамбо (Канада, Бразилия, 2012).
- «Золото» (исп. Oro) — режиссёр Августин Диас Янес (Испания, 2017).
- «Эрнан» (исп. Hernán) — телесериал, режиссёры Норберто Лопес Амадо, Джулиан Де Тавира, Альваро Рон (Испания, Мексика, 2019).
- «Инес души моей» (исп. Inés del alma mía) — телесериал, режиссёры Алехандро Бассано, Николас Акуна (Испания, Чили, 2020), экранизация одноимённого романа Исабель Альенде.